# Boulkiemdé
Le Boulkiemdé est une des 45 provinces du Burkina Faso, située dans la région du Centre-Ouest.

## Géographie

### Démographie
- 421 083 habitants recensés en 1996.
- 521 968 habitants estimés en 2003[2].
- 498 008 habitants recensés en 2006[3]
- 689 184 habitants recensés en 2019[1]

### Principales localités
Ne sont listées ici que les localités de la province ayant atteint au moins 4 000 habitants dans les derniers recensements (ou estimations de source officielles). Les données détaillées par ville, secteur ou village du dernier recensement général de 2019 ne sont pas encore publiées par l'INSD (en dehors des données préliminaires par département).
| Ville ou village | Coordonnées                 | Altitude | Population | Population  |
| Ville ou village | Coordonnées                 | Altitude | Est. 2003  | Rec. 2006   |
| ---------------- | --------------------------- | -------- | ---------- | ----------- |
| Koudougou        | 12° 15′ 04″ N, 2° 22′ 28″ O | m        | hab.       | 88 184 hab. |

## Administration
- Chef-lieu : Koudougou

### Départements ou communes

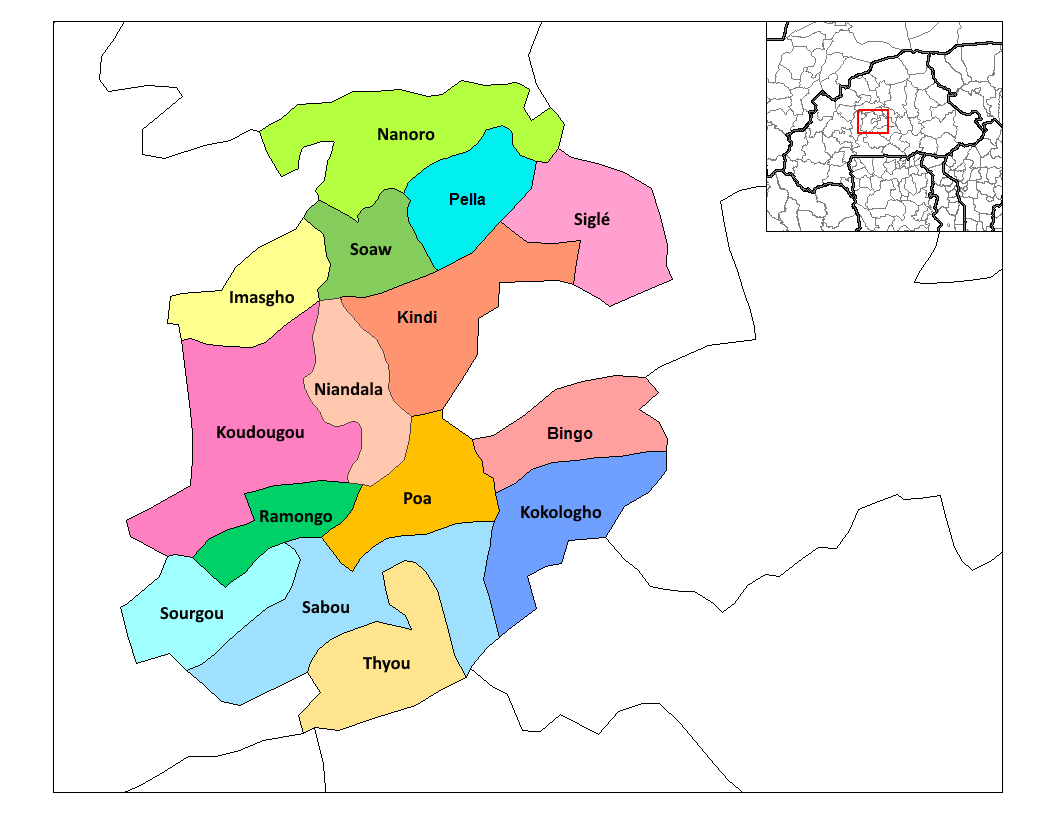
Localisation des départements ou communes du Boulkiemdé, formant également les districts sanitaires de Koudougou et Nanoro.

Quatorze sont des communes rurales, Koudougou est une commune urbaine dont la ville chef-lieu, subdivisée en dix secteurs urbains, est également chef-lieu de la province (trois des neuf communes rurales, parmi les plus étendues de la province sont maintenant assez peuplées pour passer éventuellement au statut de communes urbaines, bien qu'elles soient encore composées uniquement de villages autonomes) :
- Bingo,
- Imasgo (ou Imasgho),
- Kindi,
- Kokologho (ou Kokologo),
- Koudougou,
- Nanoro,
- Nandiala,
- Pella,
- Poa,
- Ramongo,
- Sabou,
- Siglé,
- Soaw,
- Sourgou,
- Thyou.